# جضة (عبس)

تعديل مصدري - تعديل

جضة هي إحدى قرى عزلة الوسط بمديرية عبس التابعة لمحافظة حجة، بلغ تعداد سكانها 242 نسمة حسب تعداد اليمن لعام 2004.